# Endrosa modesta
Endrosa modesta là một loài bướm đêm thuộc phân họ Arctiinae, họ Erebidae.